# مهرجان كان السينمائي 2010
مهرجان كان السينمائي لعام 2010 هو الدورة الـ63 للمهرجان عقد في 12 إلى 23 مايو من عام 2010، حصل فيلم «العم بونمي الذي استطاع تذكر حياته السابقة» للمخرج التايلاندي آبيشاتبونغ ويراسيثاكول على السعفة الذهبية.